# WTA-toernooi van Boston
Het WTA-toernooi van Boston was een tennistoernooi voor vrouwen in de periode 1952 tot en met 1998. De laatste editie, genaamd Boston Cup, vond plaats van 10 tot en met 16 augustus 1998 op de Longwood Cricket Club in Chestnut Hill, een randgemeente van Boston, Massachusetts.
De WTA organiseerde het toernooi, dat in 1998 in de categorie "Tier III" viel en werd gespeeld op hardcourt-buitenbanen. In de jaren 1988–1990 behoorde het toernooi tot de categorie "Tier II", en werd gespeeld op overdekte tapijtbanen in Worcester, op 75 km afstand van Boston.

## Officiële namen
| 1952–1968 | Essex County Club Invitational |
| 1971–1978 | Virginia Slims                 |
| 1979–1982 | Avon Championships             |
| 1983–1990 | Virginia Slims                 |
| 1998      | Boston Cup                     |

## Meervoudig winnaressen enkelspel
| speelster             | aantal titels | in de jaren                       |
| --------------------- | ------------- | --------------------------------- |
| / Martina Navrátilová | 5             | 1975, 1986-1, 1986-11, 1988, 1989 |
| Billie Jean King      | 4             | 1964, 1965, 1967, 1971            |
| Margaret Smith-Court  | 3             | 1962, 1963, 1973                  |
| Maureen Connolly      | 2             | 1952, 1953                        |
| Evonne Goolagong      | 2             | 1976, 1978                        |

## Enkel- en dubbelspeltitel in één jaar
| speelster                | in de jaren                 |
| ------------------------ | --------------------------- |
| Margaret Smith           | 1962, 1963                  |
| Billie Jean Moffitt/King | 1964, 1965, 1971            |
| Maria Bueno              | 1968                        |
| Kathy Jordan             | 1982                        |
| Martina Navrátilová      | 1986-1, 1986-11, 1988, 1989 |

## Finales

### Enkelspel
| Datum             | Naam                           | Cat.          | ($)           | Ondergrond        | Winnares            | Verliezend finaliste | Uitslag        |
| ----------------- | ------------------------------ | ------------- | ------------- | ----------------- | ------------------- | -------------------- | -------------- |
| 1952-08-13        | Essex County Club Invitational |               |               | gras, buiten      | Maureen Connolly    | Louise Brough        | 4-6, 6-0, 6-3  |
| 1953-08-11        | Essex County Club Invitational |               |               | gras, buiten      | Maureen Connolly    | Shirley Fry          | 7-5, 6-0       |
| 1954–1960         | geen toernooi                  | geen toernooi | geen toernooi | geen toernooi     | geen toernooi       | geen toernooi        | geen toernooi  |
| 1961-08-15        | Essex County Club Invitational |               |               | gras, buiten      | Darlene Hard        | Edda Buding          | 6-4, 6-2       |
| 1962-08-13        | Essex County Club Invitational |               |               | gras, buiten      | Margaret Smith      | Maria Bueno          | 6-1, 6-4       |
| 1963-08-12        | Essex County Club Invitational |               |               | gras, buiten      | Margaret Smith      | Maria Bueno          | 6-4, 11-9      |
| 1964-08-10        | Essex County Club Invitational |               |               | gras, buiten      | Billie Jean Moffitt | Karen Hantze-Susman  | 6-4, 4-6, 11-9 |
| 1965-08-16        | Essex County Club Invitational |               |               | gras, buiten      | Billie Jean Moffitt | Carol Hanks          | 6-2, 10-8      |
| 1966              | geen toernooi                  | geen toernooi | geen toernooi | geen toernooi     | geen toernooi       | geen toernooi        | geen toernooi  |
| 1967-08-15        | Essex County Club Invitational |               |               | gras, buiten      | Billie Jean King    | Kerry Melville       | 8-6, 6-1       |
| 1968-08-13        | Essex County Club Invitational |               |               | gras, buiten      | Maria Bueno         | Margaret Court       | 7-5, 3-6, 6-3  |
| 1969–1970         | geen toernooi                  | geen toernooi | geen toernooi | geen toernooi     | geen toernooi       | geen toernooi        | geen toernooi  |
| 1971-02-26        | Virginia Slims Nationals       |               | 12.500        |                   | Billie Jean King    | Rosie Casals         | 4-6, 6-2, 6-3  |
| 1972              | geen toernooi                  | geen toernooi | geen toernooi | geen toernooi     | geen toernooi       | geen toernooi        | geen toernooi  |
| 1973-04-09        | Virginia Slims Indoors         |               | 25.000        | hardcourt, binnen | Margaret Court      | Billie Jean King     | 6-2, 6-4       |
| 1974              | geen toernooi                  | geen toernooi | geen toernooi | geen toernooi     | geen toernooi       | geen toernooi        | geen toernooi  |
| 1975-03-03        | Virginia Slims US Indoors      |               | 75.000        | tapijt, binnen    | Martina Navrátilová | Evonne Goolagong     | 6-2, 4-6, 6-3  |
| 1976-03-22        | Virginia Slims of Boston       |               | 75.000        | tapijt, binnen    | Evonne Goolagong    | Virginia Wade        | 6-2, 6-0       |
| 1977              | geen toernooi                  | geen toernooi | geen toernooi | geen toernooi     | geen toernooi       | geen toernooi        | geen toernooi  |
| 1978-03-13        | Virginia Slims of Boston       |               | 100.000       | tapijt, binnen    | Evonne Goolagong    | Chris Evert          | 4-6, 6-1, 6-4  |
| 1979-03-12        | Avon Championships of Boston   |               | 150.000       | tapijt, binnen    | Dianne Fromholtz    | Sue Barker           | 6-2, 7-6       |
| 1980-03-10        | Avon Championships of Boston   |               | 125.000       | tapijt, binnen    | Tracy Austin        | Virginia Wade        | 6-2, 6-1       |
| 1981-03-16        | Avon Championships of Boston   |               | 150.000       | tapijt, binnen    | Chris Evert         | Mima Jaušovec        | 6-4, 6-4       |
| 1982-03-15        | Avon Championships of Boston   |               | 150.000       | tapijt, binnen    | Kathy Jordan        | Wendy Turnbull       | 7-5, 1-6, 6-4  |
| 1983-03-14        | Virginia Slims of Boston       |               | 150.000       | tapijt, binnen    | Wendy Turnbull      | Sylvia Hanika        | 6-3, 3-6, 6-4  |
| 1984-03-26        | Virginia Slims of New England  |               | 150.000       | tapijt, binnen    | Hana Mandlíková     | Helena Suková        | 7-5, 6-0       |
| 1986-01-13 (1985) | Virginia Slims of New England  |               | 250.000       | tapijt, binnen    | Martina Navrátilová | Claudia Kohde-Kilsch | 4-6, 6-1, 6-4  |
| 1986-11-03        | Virginia Slims of New England  |               | 250.000       | tapijt, binnen    | Martina Navrátilová | Hana Mandlíková      | 6-2, 6-2       |
| 1987-11-02        | Virginia Slims of New England  |               | 250.000       | tapijt, binnen    | Pam Shriver         | Chris Evert          | 6-4, 4-6, 6-0  |
| 1988-10-31        | Virginia Slims of New England  | Tier II       | 300.000       | tapijt, binnen    | Martina Navrátilová | Natallja Zverava     | 6-7, 6-4, 6-3  |
| 1989-10-30        | Virginia Slims of New England  | Tier II       | 300.000       | tapijt, binnen    | Martina Navrátilová | Zina Garrison        | 6-2, 6-3       |
| 1990-11-05        | Virginia Slims of New England  | Tier II       | 350.000       | tapijt, binnen    | Steffi Graf         | Gabriela Sabatini    | 7-6, 6-3       |
| 1991–1997         | geen toernooi                  | geen toernooi | geen toernooi | geen toernooi     | geen toernooi       | geen toernooi        | geen toernooi  |
| 1998-08-10        | Boston Cup                     | Tier III      | 164.250       | hardcourt, buiten | Mariaan de Swardt   | Barbara Schett       | 3-6, 7-6, 7-5  |

### Dubbelspel
| Datum             | Naam                           | Cat.          | ($)           | Ondergrond        | Winnaressen                             | Verliezend finalistes                | Uitslag       |
| ----------------- | ------------------------------ | ------------- | ------------- | ----------------- | --------------------------------------- | ------------------------------------ | ------------- |
| 1961-08-15        | Essex County Club Invitational |               |               | gras, buiten      | Donna Floyd Belmar Gunderson            | Jan Lehane Margaret Smith            | 6-4, 2-6, 6-4 |
| 1962-08-13        | Essex County Club Invitational |               |               | gras, buiten      | Justina Bricka Margaret Smith           | Maria Bueno Darlene Hard             | 6-2, 6-1      |
| 1963-08-12        | Essex County Club Invitational |               |               | gras, buiten      | Robyn Ebbern Margaret Smith             | Maria Bueno Darlene Hard             | 7-5, 6-4      |
| 1964-08-10        | Essex County Club Invitational |               |               | gras, buiten      | Billie Jean Moffitt Karen Hantze-Susman | Justina Bricka Carol Hanks           | 6-3, 6-2      |
| 1965-08-16        | Essex County Club Invitational |               |               | gras, buiten      | Maria Bueno Billie Jean Moffitt         | Kathy Blake Kathleen Harter          | 6-4, 6-2      |
| 1966–1967         | geen toernooi                  | geen toernooi | geen toernooi | geen toernooi     | geen toernooi                           | geen toernooi                        | geen toernooi |
| 1968-08-13        | Essex County Club Invitational |               |               | gras, buiten      | Maria Bueno Margaret Court              | Patti Hogan Peggy Michel             | 6-1, 6-2      |
| 1969–1970         | geen toernooi                  | geen toernooi | geen toernooi | geen toernooi     | geen toernooi                           | geen toernooi                        | geen toernooi |
| 1971-02-26        | Virginia Slims Nationals       |               | 12.500        |                   | Rosie Casals Billie Jean King           | Françoise Dürr Ann Haydon-Jones      | 6-4, 7-5      |
| 1972              | geen toernooi                  | geen toernooi | geen toernooi | geen toernooi     | geen toernooi                           | geen toernooi                        | geen toernooi |
| 1973-04-09        | Virginia Slims Indoors         |               | 25.000        | hardcourt, binnen | Rosie Casals Billie Jean King           | Françoise Dürr Betty Stöve           | 6-4, 6-2      |
| 1974              | geen toernooi                  | geen toernooi | geen toernooi | geen toernooi     | geen toernooi                           | geen toernooi                        | geen toernooi |
| 1975-03-03        | Virginia Slims US Indoors      |               | 75.000        | tapijt, binnen    | Rosie Casals Billie Jean King           | Chris Evert Martina Navrátilová      | 6-3, 6-4      |
| 1976-03-22        | Virginia Slims of Boston       |               | 75.000        | tapijt, binnen    | Mona Guerrant Ann Kiyomura              | Rosie Casals Françoise Dürr          | 3-6, 6-1, 7-5 |
| 1977              | geen toernooi                  | geen toernooi | geen toernooi | geen toernooi     | geen toernooi                           | geen toernooi                        | geen toernooi |
| 1978-03-13        | Virginia Slims of Boston       |               | 100.000       | tapijt, binnen    | Billie Jean King Martina Navrátilová    | Evonne Goolagong Betty Stöve         | 6-3, 6-2      |
| 1979-03-12        | Avon Championships of Boston   |               | 150.000       | tapijt, binnen    | Kerry Reid Wendy Turnbull               | Sue Barker Ann Kiyomura              | 6-4, 6-2      |
| 1980-03-10        | Avon Championships of Boston   |               | 125.000       | tapijt, binnen    | Rosie Casals Wendy Turnbull             | Billie Jean King Ilana Kloss         | 6-4, 7-6      |
| 1981-03-16        | Avon Championships of Boston   |               | 150.000       | tapijt, binnen    | Barbara Potter Sharon Walsh             | JoAnne Russell Virginia Ruzici       | 6-7, 6-4, 6-3 |
| 1982-03-15        | Avon Championships of Boston   |               | 150.000       | tapijt, binnen    | Kathy Jordan Anne Smith                 | Rosie Casals Wendy Turnbull          | 7-6, 2-6, 6-4 |
| 1983-03-14        | Virginia Slims of Boston       |               | 150.000       | tapijt, binnen    | Jo Durie Ann Kiyomura                   | Kathy Jordan Anne Smith              | 6-3, 6-1      |
| 1984-03-26        | Virginia Slims of New England  |               | 150.000       | tapijt, binnen    | Barbara Potter Sharon Walsh             | Andrea Leand Mary-Lou Piatek         | 7-6, 6-0      |
| 1986-01-13 (1985) | Virginia Slims of New England  |               | 250.000       | tapijt, binnen    | Martina Navrátilová Pam Shriver         | Claudia Kohde-Kilsch Helena Suková   | 7-5, 6-3      |
| 1986-11-03        | Virginia Slims of New England  |               | 250.000       | tapijt, binnen    | Martina Navrátilová Pam Shriver         | Claudia Kohde-Kilsch Helena Suková   | 6-3, 6-1      |
| 1987-11-02        | Virginia Slims of New England  |               | 250.000       | tapijt, binnen    | Elise Burgin Rosalyn Fairbank           | Bettina Bunge Eva Pfaff              | 6-4, 6-4      |
| 1988-10-31        | Virginia Slims of New England  | Tier II       | 300.000       | tapijt, binnen    | Martina Navrátilová Pam Shriver         | Gabriela Sabatini Helena Suková      | 6-3, 3-6, 7-5 |
| 1989-10-30        | Virginia Slims of New England  | Tier II       | 300.000       | tapijt, binnen    | Martina Navrátilová Pam Shriver         | Elise Burgin Rosalyn Fairbank        | 6-4, 4-6, 6-4 |
| 1990-11-05        | Virginia Slims of New England  | Tier II       | 350.000       | tapijt, binnen    | Gigi Fernández Helena Suková            | Mary Joe Fernandez Jana Novotná      | 3-6, 6-3, 6-3 |
| 1991–1997         | geen toernooi                  | geen toernooi | geen toernooi | geen toernooi     | geen toernooi                           | geen toernooi                        | geen toernooi |
| 1998-08-10        | Boston Cup                     | Tier III      | 164.250       | hardcourt, buiten | Lisa Raymond Rennae Stubbs              | Mariaan de Swardt Mary Joe Fernandez | 6-4, 6-4      |

## Trivia
- Op de Longwood Cricket Club werd in het jaar 1900 het eerste Davis Cup-toernooi gespeeld.
- In de periode 1963–1999 werd op deze locatie ook het ATP-toernooi van Boston gehouden.